# Грімальді-Форум

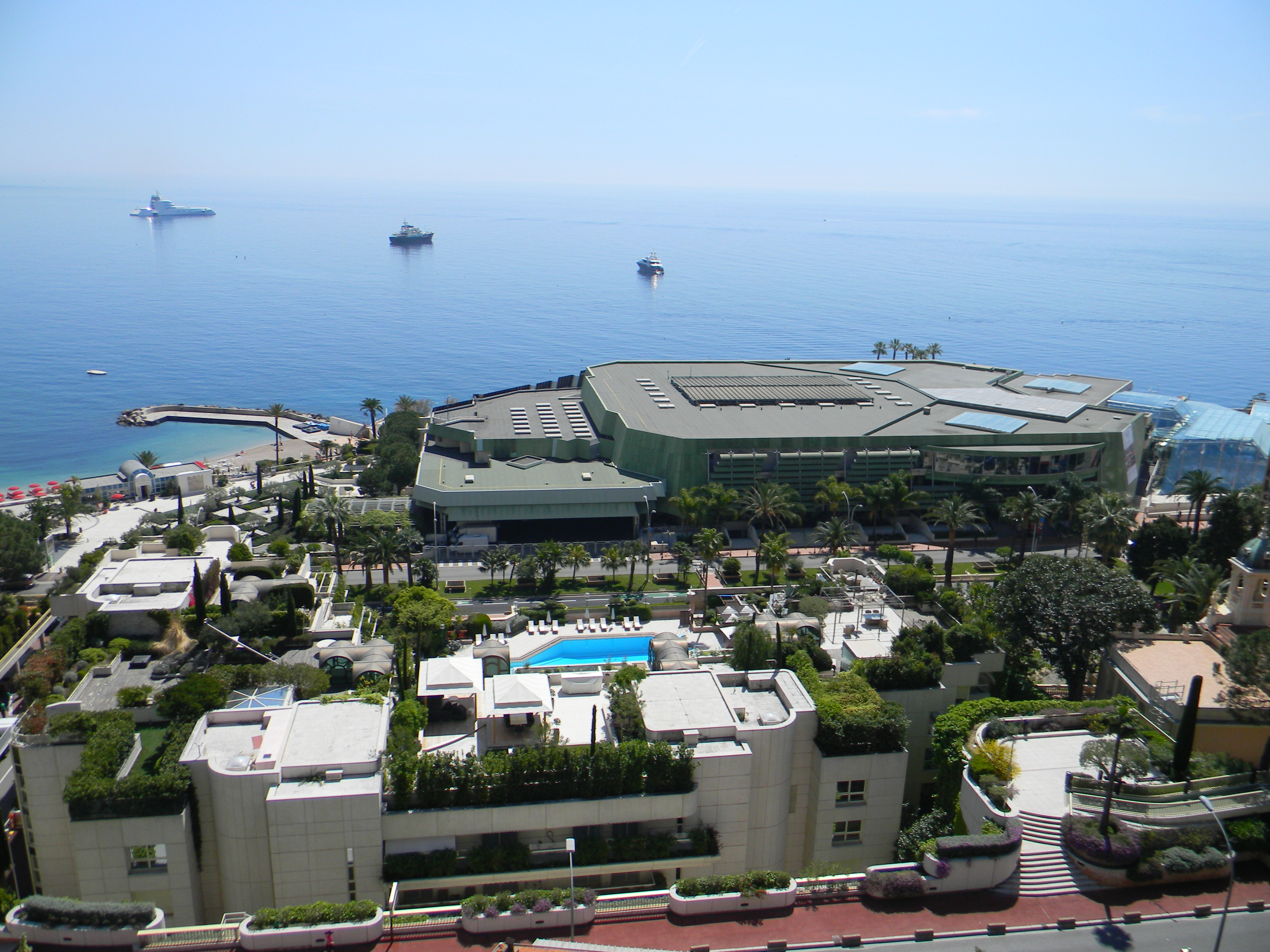
«Грімальді-Форум» з висоти

«Грімальді-Форум» (фр. «Grimaldi Forum») — конгрес-центр у Монако. Названий на честь родини Грімальді, правлячої в Монако. Форум відкритий 2000 року.
Споруда зі скла та сталі включає театр, три аудиторії, 22 переговорні кімнати, два виставкові зали та два бенкетні майданчики. «Грімальді-Форум» оснащений високотехнологічним обладнанням в об'ємних модульованих приміщеннях з великою кількістю входів і виходів, ескалаторів, вантажних ліфтів і паркувань.
У будівлі виступають Балет Монте-Карло та Філармонійний оркестр Монте-Карло, щорічно проводяться виставки екологічних технологій EVER Monaco, проходять церемонії жеребкування Ліги чемпіонів УЄФА та Ліги Європи, нагородження найкращого гравця УЄФА, телевізійний фестиваль.